# Cataleptoneta aesculapii
Cataleptoneta aesculapii is een spinnensoort in de taxonomische indeling van de Leptonetidae.
Het dier behoort tot het geslacht Cataleptoneta. De wetenschappelijke naam van de soort werd voor het eerst geldig gepubliceerd in 1968 door P. M. Brignoli.